# Gaston Worth

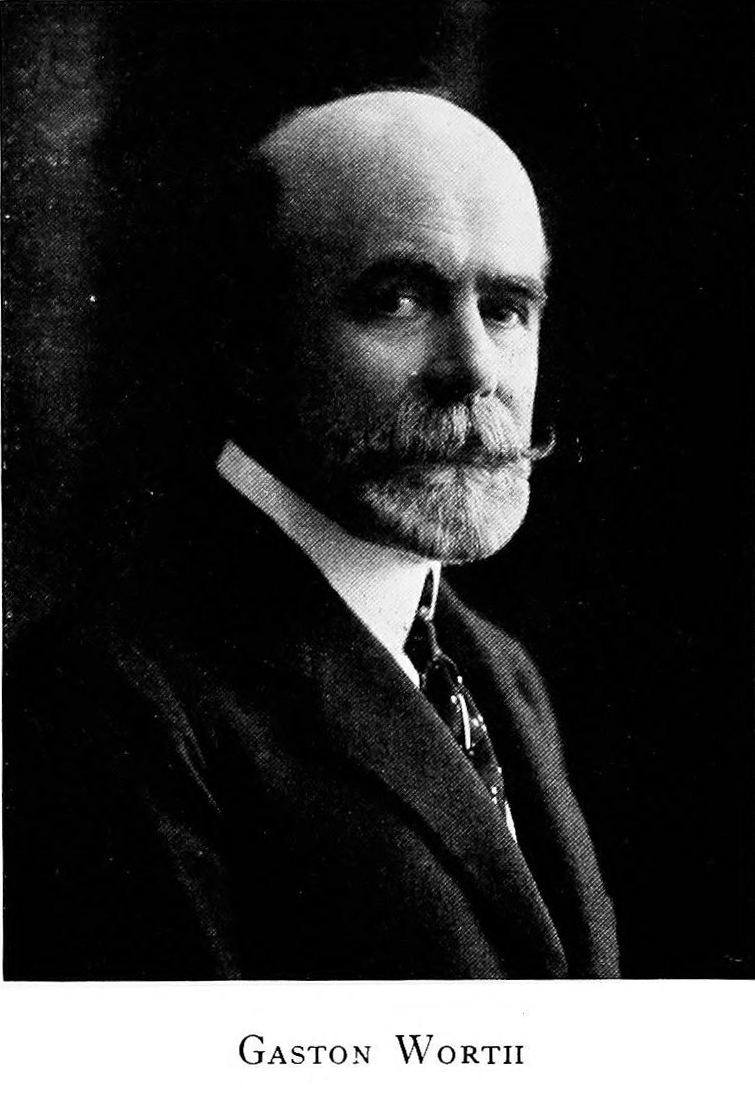

Gaston Lucien Worth (Parijs, 5 november 1853 – Rueil-Malmaison, 14 april 1924), was een Parijs ondernemer in de haute couture. Hij werd rond zijn 19e jaar door zijn vader bij de leiding van het inmiddels zeer succesvolle modehuis Worth betrokken. Na de dood van hun vader Charles Frederick Worth (1826-1895) namen hij en zijn broer Jean-Philippe Worth (1856–1926) de leiding van het bedrijf op zich. Gaston Worth had de zakelijke leiding over het bedrijf en lette scherp op het handhaven van de hoge standaard van het modehuis.
Worth was de eerste president van de Chambre Syndicale de la Haute Couture Française, de vakorganisatie van couturiers. In 1910 namen Jean-Charles Worth en zijn zoon Jacques Worth de leiding als creatief en financieel directeur op zich. 
Hij werd in 1900 benoemd tot ridder in het Légion d’Honneur. 
- Bibliothèque nationale de France: cb13011063x (data)
- Gemeinsame Normdatei: 1142122042
- International Standard Name Identifier: 0000 0000 4198 4983
- Library of Congress Control Number: no96020734
- Base Léonore: 19800035/212/27814
- Système universitaire de documentation: 177680776
- Virtual International Authority File: 68522507
- WorldCat: E39PBJpdMGYYbJvwHWdcr9f8YP